# Senape di Digione
La senape di Digione è una senape francese originaria della città di Digione.

## Caratteristiche
È composta da semi di senape bruna (Brassica juncea), aceto, sale e acido citrico. Accompagna tutte le carni e si può utilizzare nella maionese per darle più sapore o per agevolarne l'emulsione.
L'80% dei semi di senape utilizzati per produrre la senape di Digione proviene dal Canada e dai paesi dell'Europa orientale.
La denominazione "Moutarde de Dijon" non è una denominazione di origine controllata. Inoltre, oggigiorno corrisponde più a un metodo di lavorazione che a un prodotto legato al territorio.
Un decreto del 1937 designò "senape di Digione" come termine generico. Non è il risultato di un processo tradizionale e locale, e non deriva la sua qualità dall'utilizzo di prodotti il cui valore risiede nella territorialità. Esiste invece l'indicazione geografica protetta Senape di Borgogna (Moutarde de Bourgogne).
Nel 2008, il gruppo olandese Unilever, che aveva diverse fabbriche di senape in Europa, ha deciso di chiudere lo stabilimento di produzione a Digione. Dal 15 luglio 2009, la "senape di Digione" di questo produttore non viene più prodotta e confezionata nel comune di Digione, ma a Chevigny-Saint-Sauveur.